# Apatania chasica
Apatania chasica là một loài Trichoptera trong họ Apataniidae. Chúng phân bố ở miền Tân bắc.